# یان آن (خواننده)
یان آن (چینی ساده: 闫桉; کره‌ای: 옌안؛ زادهٔ ۲۵ اکتبر ۱۹۹۶) بازیگر و خواننده چینی مستقر در کره جنوبی است. او به عنوان عضو گروه پسرانه کره‌ای پنتاگون در اکتبر ۲۰۱۶ فعالیتش را آغاز کرد. در کنار فعالیت‌های گروهی، او به عنوان بازیگر در مجموعه تلویزیونی از استعداد من استفاده کنید فعالیتش را آغاز کرد و به خاطر ایفای نقش در نیشتر سرنوشت شناخته می‌شود.